# 레제르비에

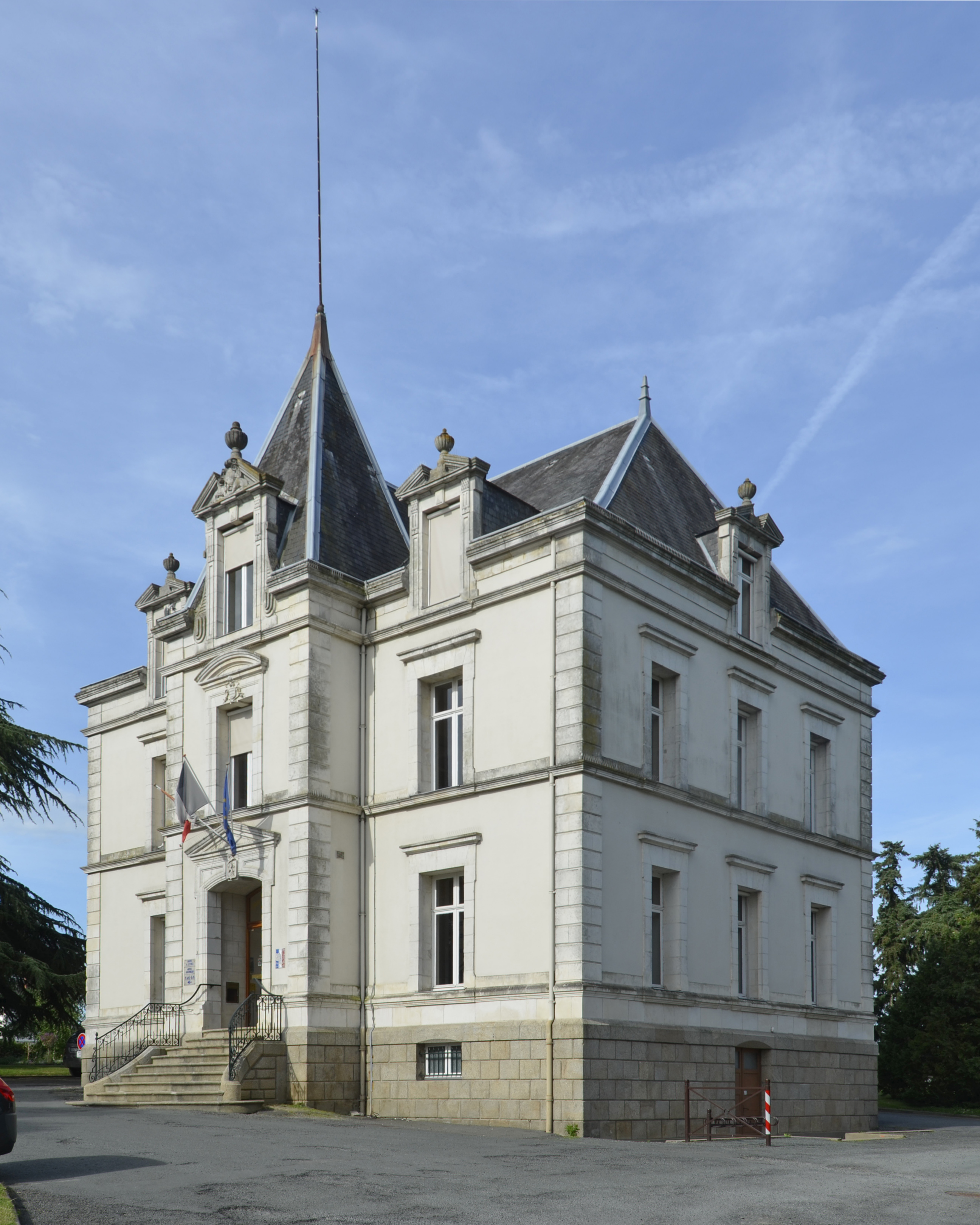
레제르비에 시청

레제르비에(프랑스어: Les Herbiers)는 프랑스 페이드라루아르 방데주에 위치한 코뮌으로 면적은 88.78km2, 인구는 15,388명(2006년 기준), 인구 밀도는 170명/km2이다.
1130년에 베네딕도회 수도원이 건립되면서 마을이 형성되었다. 이 수도원은 프랑스 혁명 이후에 파괴되면서 매각되었고 나중에 다른 용도로 사용되었다. 1960년에는 레제르비에(Les Herbiers), 르프티부르드제르비에(Le Petit-Bourg-des-Herbiers), 아르들레(Ardelay) 코뮌이 하나로 통합되었다.

시 문장